# جيري جونسون (لاعب كرة قدم أمريكية)
جيري جونسون (بالإنجليزية: Jerry Johnson)‏ هو لاعب كرة قدم أمريكية أمريكي، ولد في 22 مارس 1894 في لين غروف في الولايات المتحدة، وتوفي في 24 أكتوبر 1947.

## وصلات خارجية
- جيري جونسون على موقع مرجع كرة القدم المحترفة.كوم (الإنجليزية)
- جيري جونسون على موقع JustSportsStats.com (الإنجليزية)